# Air Service Gabon
Air Service Gabon is een Gabonese luchtvaartmaatschappij met haar thuisbasis in Libreville.

## Geschiedenis
Air Service Gabon is opgericht in 1965 door Delta Synergies en CSAE investments uit Canada.De Canadese eigenaars hebben zich in 2006 teruggetrokken.

## Diensten
Air Service Gabon voert lijndiensten uit naar:(zomer 2007)
Binnenland:
- Franceville, Gamba (Gabon), Koulamoulou, Libreville, Makokou, Mouila, Omboue, Oyem, Port Gentil, Tchibanga.

Buitenland:
- Brazzaville, Douala, Pointe Noire en Sao Tomé.

## Vloot
De vloot van Air Service Gabon bestaat uit:(november 2007)
- 3 De Havilland Dash8-100
- 1 De Havilland Dash8-300

Daarnaast worden ook De Havilland TwinOtters gebruikt.